# Нова Бяла Река
Но́ва Бя́ла Река́ (болг. Нова бяла река) — село в Шуменській області Болгарії. Входить до складу общини Вирбиця.

## Населення
За даними перепису населення 2011 року у селі проживали 565 осіб.
Національний склад населення села:
| Національність   | Кількість осіб | Відсоток |
| ---------------- | -------------- | -------- |
| турки            | 67             | 16,2%    |
| болгари          | 12             | 2,9%     |
| цигани           | 0              | 0%       |
| інша             | 328            | 79,4%    |
| не визначились   | 6              | 1,5%     |
| Всього відповіли | 413            |          |

Розподіл населення за віком у 2011 році:
Динаміка населення: